# Danny John-Jules
Daniel John-Jules (Londres, Reino Unido, 16 de septiembre de 1960) es un actor, bailarín y cantante británico.

## Actor
Danny es principalmente conocido por su papel de Gato en la comedia británica Enano rojo. Antes tuvo algún papel secundario en diversas películas, entre las que destaca Pequeña tienda de los horrores (1986). Después de hacerse famoso en el Reino Unido por su papel en Enano rojo ha aparecido en algunas películas como Blade II.
En Europa, John-Jules (con la participación de Jason Kreis) era la voz de Gex en el videojuego Deep Cover Gecko.

## Cantante y bailarín
Danny ha aparecido en varias producciones teatrales del West End, entre ellas en Starlight Express. También ha recorrido los Estados Unidos como corista del grupo Wham y ha colaborado en alguna canción de David Bowie. Sus conocimientos de danza le ayudaron a conseguir el papel de Gato en Enano rojo, y a raíz de una canción compuesta para un capítulo de la serie, Tongue Tied, alcanzó el Top 20 en la lista de ventas del Reino Unido. El sencillo se lanzó a raíz de una broma.